# Pinar del Grao
El parque del Pinar del Grao es un parque de origen natural situado en el núcleo urbano del Grao, en el municipio de Castellón de la Plana (España). 
Se trata de la zona verde más grande de la ciudad y de la zona de recreo más importante de la misma desde hace varios siglos. En 2021 fue declarada Bien de relevancia local en la categoría de «Jardín histórico de interés local» por la Generalidad Valenciana inscribiéndose en el Inventario General del Patrimonio Cultural Valenciano con el código 12.040-9999-000029.

## Geografía

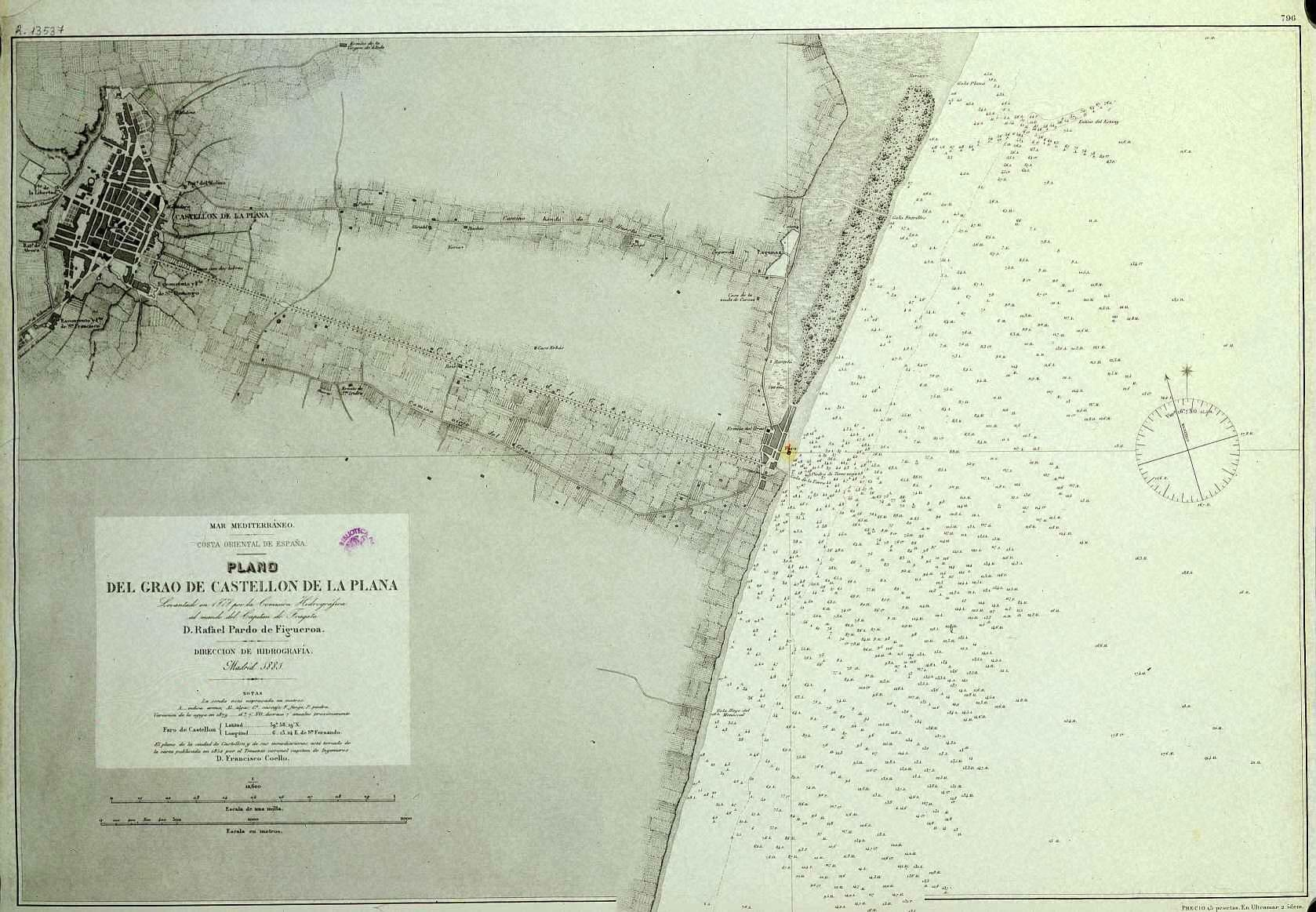
Plano 1878 de Castellón, el Grao y los caminos de unión entre ambos donde se puede ver el Pinar en la esquina superior derecha

El parque del Pinar se encuentra en el núcleo urbano del Grao, que dista 4 km del núcleo principal de la ciudad de Castellón. El crecimiento urbano de la zona ha provocado que actualmente esté rodeado de edificios de viviendas de características muy diferentes por sus cuatro costados, habiendo perdido su conexión directa con el mar Mediterráneo tan característica. Pese a estar integrado plenamente en el núcleo urbano, se considera que el Pinar forma parte de la partida rural de la Fileta.
Orográficamente se encuentra en la parte más ancha de la restinga litoral que cierra los antiguos humedales de la Marjalería. Esta parte más ancha abarca desde la desembocadura artificial del río Seco hasta las cercanías de la avenida del Puerto donde vuelve a estrecharse. Sobre ella se extiende de forma natural el pinar que originalmente ocuparía unas 200 hectáreas, y que su explotación forestal y la presión urbanística han reducido considerablemente. En 1846 según estimaciones municipales contaba con «unas 2322 varas de longitud y 283 de latitud y una cabida de 565 hanegadas». Actualmente la superficie del parque es de unas 35 hectáreas. Como referencia, los pinos que se encuentran en los jardines del Puerto —ya dentro del núcleo urbano grauero tradicional—, y los que se encuentran en las parcelas privadas al este de la avenida Ferrandis Salvador, pertenecieron originalmente al Pinar. Por último, en 2001 se volvió a reducir el tamaño del parque al permitir la construcción de varias viviendas unifamiliares en terrenos del parque. Pero el Pinar natural pudo haber sido más grande y no haber llegado completo al siglo XIX, pudiendo comprender otras zonas de pinar que entonces se encontraban dispersas en la costa al sur del pinar, incluyendo el Pinaret de Fadrell en el Serrallo y el que daba nombre a la torre vigía del Pinaret alrededor del cual se formó la población del Grao.
El terreno sobre el que crece el parque es arenoso y con turba. El nivel freático es alto por lo que las raíces de los árboles tienen muy poco de arraigo provocando que su caída sea muy habitual cuando hace viento, pero que igualmente contribuyen en la fijación de las arenas evitando la erosión del suelo. En algunos puntos de su extensión la cota del parque está por debajo del nivel del mar.
La construcción de los muelles del Puerto de Castellón modificó las corrientes marinas de la zona provocando la acumulación de arenas ganando terreno al mar y separando definitivamente el Pinar de las aguas del golfo de Valencia. La nueva playa resultante conservó el nombre del Pinar, tiene una longitud de 1800 m, y cuenta con un parque Litoral de 182 940 m² compuesto de un extenso cordón dunar artificial donde se ha intentando incorporar vegetación típica de las zonas costeras.

### Flora y fauna
Como su propio nombre indica, la vegetación más abundante y destacada del parque es el pino, concretamente se pueden encontrar 2 especies diferentes de este árbol, de los cuales se contabilizan los siguientes ejemplares: 1975 unidades de pinos carrascos y 500 unidades de pinos piñoneros. Además existen 40 chopos negros y un ciprés. En cuanto a las especies arbustivas destacan las 170 unidades de lentisco, y las 160 de olivilla y aladierno respectivamente, siendo las supervivientes de un sotobosque prácticamente desaparecido. Además el césped cubre 2845 m² en el campo de golf. Otros 109 300 m² de la superficie ajardinada están cubiertos por la pradera natural del lugar. El Pinar y el parque litoral consumieron en 2010 103 278 m³/año de agua reutilizada.
La principal fauna del parque la constituye una de las mayores colonias de ardilla roja de la provincia de Castellón. También destacan las aves migratorias que aparecen periódicamente por la zona.

## Mitología
El Pinar es el escenario donde transcurre una de las aventuras de la novela mitológica Tombatossals escrita por Josep Pasqual Tirado en 1930. En ella el gigante protagonista Tombatossals tiene un sueño mientras descansa una noche en este paraje en el que se siente atraído por una sirena que le insta a partir en la conquista de las islas Columbretes.

## Historia
En el año 1178, a la espera de la conquista del Reino de Valencia, el rey Alfonso II de Aragón dona el distrito castral de Fadrell a la diócesis de Tortosa incluyendo las tierras cultas e incultas y los prados. Tras la conquista definitiva por parte de Jaime I del Castell Vell en 1233, se da en señorío el término de Castellón a Nuño Sánchez, quien en 1239 otorga Carta puebla a la alquería de Benimahomet, reservándose la propiedad de estos espacios pero concediendo derecho a los repobladores a obtener leña de sus dominios señoriales. Esta propiedad iría pasando de señor feudal a señor feudal de Castellón hasta que llegó a manos del futuro rey de Castilla Enrique II, entonces conde de Trastámara y vasallo de Pedro IV de Aragón mientras duró la guerra de los Dos Pedros, que en 1365, poco antes de ser nombrado rey, vendió los dos pinares señoriales, este y el pinar Vert situado al sur de la villa a las autoridades locales para que no pasase al Patrimonio real y de nuevo a otro señor feudal si se nombraba otro.
Desde entonces, y por poco menos de 4 siglos, el Pinar se mantuvo como propiedad pública y con usos y aprovechamiento comunal gracias a las que Castellón obtuvo importantes recursos naturales y un preciado lugar de recreo durante todas las épocas del año, tal y como atestigua Pascual Madoz en 1850 en su Diccionario geográfico-estadístico-histórico de España y sus posesiones de Ultramar. En 1855 se publica la Ley general de desamortización más conocida como desamortización de Madoz que ponía en venta todas las propiedades comunales de los municipios españoles. Tan pronto como fue publicada la ley el Ayuntamiento de Castellón de la Plana protestó para evitar la venta de sus bienes, que aparte del pinar del Mar incluían al pinar Vert, el prat, el cerro de la Magdalena y diversos edificios, consiguiendo que solo se salvasen de la desamortización el pinar del Mar y el prat anexo gracias a una orden de 1860, conformándose finalmente como una única parcela en el Catálogo de Montes Públicos en 1863, preservando el espacio de una más que probable destrucción de haber sido subastada. En 1865 entra en vigor un reglamento nacional que obliga a redactar anualmente un plan de aprovechamiento forestal, por ello a partir de este momento, pese a pertenecer a la misma parcela catastral, el Pinar y el humedal del prat separan sus caminos, continuando uno con sus usos ancestrales y el otro sometiendose a diversas bonificaciones para convertirlo en marjal. Cada año el ayuntamiento y el ingeniero de montes debían ponerse de acuerdo a través del gobernador civil de la provincia de las necesidades madereras del municipio para atender las diferentes construcciones que se realizaban en la ciudad o la necesidad de leña de los vecinos, así como se estipulaban sus labores de mantenimiento y la regulación de otros usos posibles. Una vez desaparecido el pinar Vert, el del Mar se convirtió en el único espacio público de la ciudad al que la gente de toda clase y condición acudía a pasar su tiempo libre y las festividades populares, ya fuese a pie, en carro o en animal o, a partir de 1888, a bordo de la Panderola. En su obra de 1873 Historia, geografía y estadística de la Provincia de Castellón, Bernardo Mundina describe los campamentos que montaban en el Pinar los castellonenses para celebrar las fiestas de San Pedro el 29 de junio y San Jaime el 25 de julio, destacando sus bailes, su decoración y el carácter familiar de las verbenas.
En 1882 aparece el primer proyecto serio para la construcción del puerto, que se convirtió en la gran reivindicación de la ciudad en las últimas décadas del siglo XIX y para el que se previó un nuevo desarrollo urbanístico que afectaba al Pinar. Así, en 1883 el ayuntamiento inscribe la parcela del Pinar y el prat a su nombre en el Registro de la Propiedad pero manteniendo la tutela de los ministerios de Hacienda por ser un bien excluido de la desamortización, y del de Fomento en cuanto a su aprovechamiento y la bonificación de los marjales, empezando la reclamación de la propiedad absoluta de la parcela y su exclusión del Catálogo de Montes Públicos. En 1889 Hacienda reclama al Ayuntamiento compensación económica por la construcción ilegal de viviendas de la ampliación del Grao en terrenos del Pinar, emplazando a una guerra entre administraciones que respondía a cada medida adoptada con otra de peores consecuencias, así por ejemplo a la propuesta de subasta de los derechos de caza y pesca en el recinto para el año 1889-1890 el ayuntamiento respondió con la subasta de parcelas para edificar y ampliar el Grao en 1893. En 1896 se reanudó la tarea de revisión del Catálogo de Montes Públicos iniciada en 1877, aprovechando el ayuntamiento para buscar la descatalogación del Pinar y el prat utilizando una serie de errores gubernamentales a su favor para finalmente elevar al Gobierno la petición oficial de descatalogación para convertir el Pinar en un paseo público en 1897. Finalmente la ley que se publicó el 18 de marzo de 1900 excluyó esta parcela del catálogo y lo entregó al ayuntamiento para su uso, aprovechamiento y conversión en paseo público, haciéndose el acto de entrega el 26 de mayo de ese año.
Una vez bajo pleno poder municipal el ayuntamiento permitió el crecimiento sin límites del caserío del Grao, y pretedió acondicionar el espacio para el esparcimiento público en los meses de verano, cediendolo el resto del año al Ejército para que lo utilizase como campo de tiro o a la sociedad de tiro local para que practicara la caza con perro y escopeta en el lugar, también se utilizó como vivero en el que sembrar las plantas que luego se ubicarían en otros puntos de la ciudad.  Mientras tanto el ayuntamiento se proponía su repoblación para abrir el lugar como paseo público, pero no impulso el proyecto hasta 1903 y no se concretó hasta el año siguiente cuando se dividió el Pinar en 4 partes para facilitar su organización y se decidió parcelar y vender la zona más cercana a la playa para edificar residencias estivales. En 1925 el ingeniero Francisco Acedo elaboró un proyecto de urbanización para el Grao que, entre otras cuestiones, planteaba la construcción de una ciudad jardín en los terrenos enajenados del Pinar y el terreno ganado al mar tras la construcción del puerto que no se realizó. En 1913 Carlos Sarthou Carreres vuelve a dar una corta descripción de las fiestas populares celebradas en el Pinar en el tomo sobre la «Provincia de Castellón» de la Geografía General del Reino de Valencia, ampliando las verbenas también a los días dedicados a San Juan el 24 de junio, San Roque el 16 de agosto y la Virgen de Agosto el 15 de dicho mes. Sobre estas festividades de «final de verano», F. Cantó describía en 1914 los baños diurnos en la playa y las verbenas con bailes populares alrededor de numerosas hogueras.
A finales de la década de 1950 se presentó en Castellón el empresario Ángel Pérez de Leza quien con sus contactos en la Dictadura de Francisco Franco convenció al alcalde José Ferrer de la cesión del Pinar para convertirlo en campo de golf, prohibiendo con ello la entrada de los vecinos de la ciudad acostumbrados a pasar allí su tiempo de ocio. El espacio destinado al crecimiento urbano entre los jardines del Puerto y la avenida Concentración Harley-Davidson se destinó a principios de siglo a las tareas de construcción del puerto, específicamente para cubrir las necesidades del ferrocarril que proveía de materiales a la obra. Décadas más tarde, en 1966, ese fue el lugar escogido por la industria química de la empresa estatal Fertiberia, después Unión Explosivos Río Tinto, para instalar una nueva factoría sin obtener el permiso municipal e incumpliendo reiteradamente la normativa ambiental de la época, con constantes emisiones de gases tóxicos y de amoniaco, así como numerosas explosiones, algunas de ellas mortales, ocasionando numerosas quejas vecinales y manifestaciones hasta su cierre en 1991. Estos problemas provocaron la creación de la plataforma ciudadana «El Pinar per al poble» que en 1982 consiguió que, para renovar la cesión del campo de golf, el club cediera al ayuntamiento una tercera parte del parque para el uso y disfrute ciudadano. La cesión de terrenos al club de golf se hizo de forma gratuita y se desconoce cual es el tiempo establecido en el que estará en vigor el contrato. En 2001 el ayuntamiento presidido por José Luis Gimeno Ferrer enajenó de nuevo suelo del parque para la construcción de varias viviendas unifamiliares en la zona norte del campo de golf.
En 2004 se estrenó la reforma de la parte pública del parque en la que se reedificaron de nueva planta los servicios más importantes. En octubre de 2017 el pleno del ayuntamiento aprobó un nuevo plan de usos para el parque que regula la normativa legal de las actividades que se pueden llevar a cabo en el espacio. En 2023 se renovaron de nuevo algunas de las zonas del parque construyendo un graderío en las zonas deportivas, creando nuevos espacios para practicar deportes como la petanca o el parkour y se instalaron tirolinas y bases para el aparcamiento de bicicletas. Esta reforma fue motivo de crítica ciudadana al introducir en el entorno natural nuevos materiales sintéticos como el caucho para proteger las zonas de juego infantil o el césped artificial en las zonas deportivas, así como por la estética dada a las instalaciones.
Por su historia, su naturaleza, sus usos atestiguados desde hace tiempo y su actual singularidad en el municipio, el Catálogo de protecciones del nuevo plan general urbanístico que se encontraba en tramitación en 2021, catalogó el parque como «Jardín histórico de interés local» que la Ley 4/1998, de 11 de junio, del Patrimonio Cultural Valenciano define como «el espacio delimitado producto de la ordenación por el hombre de elementos naturales, complementado o no con estructuras de fábrica y valorado por razones históricas o por sus valores estéticos, sensoriales o botánicos».

## Servicios
La parte de parque público del Pinar tiene una extensión de 13,5 ha. En esta zona se pueden encontrar las siguientes instalaciones: aula de naturaleza, torre mirador, piscina pública de verano con vestuarios, área de esparcimiento canino, 3 paelleros, auditorio al aire libre, bar, pistas deportivas y 3 áreas de juegos infantiles. Además, cuenta con un estanque, 2 fuentes de agua potable, 40 bancos y 50 mesas de pic-nic.
En 2010 se instaló el conjunto escultórico titulado Bajo el Sol obra del artista estadounidense Lawrence Weiner, que ocupa una superficie de 70 m² distribuidos en 3 segmentos que estaban originalmente recubiertas con 7000 piezas gres porcelánico con un mensaje escrito en castellano, valenciano e inglés. En 2023 la escultura fue restaurada para reparar el vandalismo que sufría y se retiraron las piezas cerámicas para pintar el conjunto con un tono rojo similar al inicial.
El campo de golf ocupa las 21,5 ha restantes del parque, y es de titularidad pública pero gestión privada. Cuenta con 9 hoyos y también dispone de pistas de tenis y minigolf entre otras instalaciones. De él destaca el edificio que funciona como sede social obra del arquitecto Miguel Prades Safont y construido entre 1961 y 1964 con un estilo propio del movimiento moderno. Está registrado por la Fundación Docomomo Ibérico como uno de los edificios más importantes de la ciudad en ese estilo.

## Actividades
El Pinar sigue siendo el único lugar de ocio en la naturaleza para miles de castellonenses que se reúnen en el parque con familiares y amigos en cualquier época del año, pero destacando los periodos de Pascua y verano. Las actividades de divulgación de la naturaleza y de carácter deportivo son muy habituales en el parque. 
En 2016 se celebró por primera vez en el parque un festival de música, el Arrankapins, que en sus 4 ediciones contó con un cartel ecléctico en el que llegaron a actuar artistas consagrados como Tequila, Kiko Veneno o Siniestro Total hasta bandas locales. En 2020 no pudo celebrarse debido a las restricciones sanitarias por la pandemia de COVID-19 aplazando el evento a otras fechas que no han llegado. A su vez ese mismo año comenzó el festival Concerts al Pinar con grupos de estilo punk-rock que se ha consolidado con diversas ediciones.
Pero el evento más importante realizado en el Pinar es la Concentración Big Twin de motos Harley-Davidson, que lleva más de 38 ediciones desde su creación y que reúne a más de 2000 moteros provenientes de toda Europa. Este es el único momento del año en el que se permite la acampada en el recinto, que se acompña con actuaciones culturales y musicales donde destaca la convivencia entre los apasionados de la marca estadounidense y la ciudadanía castellonense.